# حسین بن ابراهیم طبری
حسین بن ابراهیم حسن بن خورشید طبری ناتلی در حدود ۹۹۰–۹۹۱ میلادی برآمد. او مترجم آثار یونانی به عربی بود. در ۹۹۰–۹۹۱ میلادی ترجمهٴ اصلاح شده‌ای از کتاب دیوسکوریدس را به امیر ابوعلی سَمْجوری اهدا کرد.